# Трепел
Трепел — пухка або слабо зцементована, тонкопориста опалова осадова порода білого, світло-сірого чи світло-жовтого кольору (іноді — сіруватого до бурого, червоного та чорного).

## Загальний опис
Відрізняється від діатоміту малим вмістом органічних залишків; складається з дрібних сферичних опалових тілець (глобул) розміром 0,01–0,001 мм, із домішкою глинистих мінералів, глауконіту, кварцу, польових шпатів.
Трепел є активною гідравлічною добавкою, використовуваною при виробництві портландцементу і пуцоланового портландцементу. В сухому і молотому вигляді трепел може бути використаний у складі сухих будівельних сумішей як активний мікронаповнювач.
Трепел також застосовується для виготовлення цегли, застосовуваної для теплоізоляції стін і заповнення каркасів будівель. У зовнішніх огороджувальних конструкціях будівель трепельну цеглу практично не застосовують через високу гігроскопічність, і, як наслідок, низьку морозостійкість матеріалу.
Густина 1,2–2,5. Об'ємна маса в моноліті 700–1250 кг/м³, пористість 50–70 %, міцність 30–35 кг/см². За фізико-хімічними властивостями трепел аналогічний діатоміту, але містить мало або майже позбавлений органічних залишків. Використовується у будівництві, нафтовій промисловості. Від назви м. Триполі в Лівії.
В Україні є на Поділлі, на Донбасі та в інших районах.

## Використання
Трепел і близькі до нього тонкодисперсні високопористі крем'янисті породи — діатоміти і опоки — широко використовуються в промисловості як фільтрувальні матеріали, сорбенти, наповнювачі, гідравлічні добавки до цементів, теплоізоляційні матеріали та інше. У зарубіжній літературі цим породам більше відповідають терміни «diatomite», «kieselguhr».
Найбільш високоякісні відмінності кременистих порід використовуються для виготовлення фільтрувальних порошків для очищення продуктів харчування — цукрових сиропів при цукроварінні, пива, вина, жирів, масел, питної води; медичних препаратів — інсуліну; індустріальної сировини — нафти, газу, масел.
Для фільтрувальних матеріалів використовується найбільш чиста сировина — з максимальним вмістом SiO2 при мінімальному — Fe2O3, Ca, Mg, Al2O3 та інших.
Світове виробництво фільтрувальних діатомітових порошків оцінюється в 500 тис. тонн на рік. В Україні порошки невисокої якості виробляються тільки Первозванівським заводом з трепелу Коноплянського родовища. Більш якісні порошки імпортуються. Їх річна потреба оцінюється приблизно в 10 тис.тонн. Вартість однієї тонни фільтрувальних порошків, які завозяться в Україну — $ 200–250.